# Camporredondo
Camporredondo – gmina w Hiszpanii, w prowincji Valladolid, w Kastylii i León, o powierzchni 17,46 km². W 2011 roku gmina liczyła 168 mieszkańców.